# Nia Akins
Nia Akins, född 7 juli 1998, är en amerikansk friidrottare som tävlar i medeldistanslöpning.

## Karriär
Akins har vunnit de amerikanska mästerskapen två gånger. Vid VM 2023 tog hon sig till final där hon placerade sig på en sjätte plats.